# Chelonus obscuratus
Chelonus obscuratus är en stekelart som beskrevs av Herrich-Schäffer 1838. Chelonus obscuratus ingår i släktet Chelonus och familjen bracksteklar. Arten är reproducerande i Sverige. Inga underarter finns listade i Catalogue of Life.